# 拉斯維加斯 (電視劇)
《拉斯維加斯》（英語：Las Vegas）是一部美國喜劇類電視劇，由Gary Scott Thompson創作，NBC於2003年9月22日至2008年2月15日期間播放。本劇主要講述在虛構的Montecito度假村賭場酒店的工作團隊，要處理工作環境中出現的問題，從代客泊車、餐廳管理到賭場保安等。
本劇的結局突然地留下了懸念，原因是在第五季後NBC取消了《拉斯維加斯》。

## 演員

### 主要
- 佐舒·杜咸米爾 飾 Danny McCoy（第1-5季）
- 詹姆士·肯恩 飾 Edward Melvin "Ed" Deline（第1-4季，第5季第1集）
- 詹姆士·雷傑（英语：James Lesure） 飾 Mike Cannon（第1-5季）
- 凡妮莎·馬歇爾（英语：Vanessa Marcil） 飾 Samantha Jane "Sam" Marquez（第1-5季）
- 莫莉·西姆斯（英语：Molly Sims） 飾 Delinda Deline（第1-5季）
- 妮基·考克斯（英语：Nikki Cox） 飾 Mary Connell（第1-4季）
- 瑪莎·湯普森（英语：Marsha Thomason） 飾 Nessa Holt（第1-2季）
- 湯姆·謝立克 飾 A.J. Cooper（第5季）

## 外部連結
- 互联网电影数据库（IMDb）上《Las Vegas》的资料（英文）